# Staré Město (ort i Tjeckien, Zlín)
Staré Město är en stad i Tjeckien.   Den ligger i distriktet Okres Uherské Hradiště och regionen Zlín, i den östra delen av landet, 250 km sydost om huvudstaden Prag. Staré Město ligger 192 meter över havet och antalet invånare är 6 742.
Terrängen runt Staré Město är varierad.Runt Staré Město är det tätbefolkat, med 343 invånare per kvadratkilometer. Närmaste större samhälle är Uherské Hradiště, 2,0 km öster om Staré Město. Trakten runt Staré Město består till största delen av jordbruksmark.